# ماكسيم كانونيكوف
ماكسيم كانونيكوف (بالروسية: Канунников, Максим Сергеевич)‏ (مواليد 14 يوليو 1991) هو لاعب كرة قدم. يلعب مع منتخب روسيا لكرة القدم. سبق له أن لعب في كأس العالم لكرة القدم مع منتخب بلاده.

## روابط خارجية
- ماكسيم كانونيكوف على موقع الاتحاد الدولي (مؤرشف)  (الإنجليزية)
- ماكسيم كانونيكوف على موقع الاتحاد الأوربي (الإنجليزية)
- ماكسيم كانونيكوف على موقع قاعدة بيانات كرة القدم.إي يو (الإنجليزية)
- ماكسيم كانونيكوف على موقع ناشيونال فوتبول تيمز (الإنجليزية)
- ماكسيم كانونيكوف على موقع Soccerway.com (الإنجليزية)
- ماكسيم كانونيكوف على موقع عالم كرة القدم.نت (الإنجليزية)
- ماكسيم كانونيكوف على موقع كووورة
- ماكسيم كانونيكوف على موقع AS.com (الإسبانية)